# الملند
الملند قرية سورية تتبع ناحية الجانودية في منطقة جسر الشغور في محافظة إدلب. بلغ عدد سكانها 2551 نسمة في عام 2004 حسب إحصاء المكتب المركزي للإحصاء.